# Adetus lewisi
Adetus lewisi är en skalbaggsart som beskrevs av Linsley och Chemsak 1984. Adetus lewisi ingår i släktet Adetus och familjen långhorningar. Inga underarter finns listade i Catalogue of Life.